# Giovanni Jacono
Giovanni Jacono (Ragusa, 14 marzo 1873 – Ragusa, 25 maggio 1957) è stato un arcivescovo cattolico italiano.

## Biografia
Giovanni Jacono (nato Iacono) nacque in via Leggio n 10 da una semplice famiglia di cattolici praticanti, il padre Gaudenzio Iacono (1837) era falegname mentre la madre Salvadora Arena (1849) era filandiera, venne battezzato lo stesso giorno di nascita nella chiesa di San Giovanni, oggi cattedrale di Ragusa. Dopo le scuole primarie e la scuola superiore venne assunto come muratore, ma grazie all'aiuto del suo vecchio maestro di scuola elementare fece domanda di sussidio al comune, e con questo si iscrisse alla scuola tecnica di Ragusa.
Dopo il diploma di maturità, dovette arruolarsi nell'esercito. Terminato il servizio militare, chiese all'arcivescovo di Catania, il cardinale Giuseppe Francica-Nava de Bondifè, di essere accolto nel seminario, e l'arcivescovo acconsentì a patto che dormisse dietro il portone come portinaio notturno, disfacendo ogni giorno il suo letto.
Il 21 settembre 1902 fu ordinato sacerdote a San Giovanni La Punta. Successivamente il cardinale Nava lo inviò a Roma, al Collegio Apollinare, per completare gli studi e acquistare un titolo dottorale. Suo compagno di studi fu Angelo Giuseppe Roncalli, divenuto poi papa. Terminati gli studi a Roma tornò a Catania e fu nominato padre spirituale del seminario arcivescovile e canonico penitenziere della cattedrale.
Successivamente venne nominato rettore del seminario.
Nel 1918 papa Benedetto XV lo nominò vescovo di Molfetta, Giovinazzo e Terlizzi (nelle Puglie). Ricevette la consacrazione episcopale l'8 settembre 1918 nella cattedrale di Catania dal cardinale Nava.
Nel 1921 papa Benedetto XV lo trasferì a Caltanissetta, fino ad allora retta dal vescovo Antonio Augusto Intreccialagli, il quale lo definì in una lettera alla signorina Antonietta Mazzone di Caltanissetta: "Un vero uomo di Dio". Fece il suo ingresso in diocesi il 28 settembre 1921, e dopo pochi giorni iniziò la visita pastorale nei comuni della diocesi nissena.
Nel 1953 papa Pio XII gli affiancò un vescovo coadiutore nella persona di mons. Francesco Monaco. Nel giugno del 1956 lasciò la diocesi di Caltanissetta e si ritirò nella sua città natale, Ragusa, dove continuò a recarsi nella chiesa vicina al proprio appartamento, per la celebrazione della santa messa e l'adorazione eucaristica quotidiana.
Morì a Ragusa il 25 maggio 1957 e fu sepolto nella cattedrale di Ragusa. Sul suo tavolo fu trovata una sola busta con £ 15.000, su cui era scritto: "Per i poveri della S. Vincenzo". Nell'omelia funebre, l'allora vescovo di Ragusa mons. Francesco Pennisi, lo definì "il vescovo più povero di tutti i vescovi della Sicilia": «Ora scende nella tomba, povero, con una pianeta senza argento e senza oro, perché coperto dall'oro della sua anima santa, senza pastorale, perché regno di legalità è la sua santa vita».

### Processo di beatificazione
È in corso il processo diocesano informativo sulla vita e le virtù in vista della beatificazione.
L'8 novembre 2018 papa Francesco lo dichiara venerabile.

## Genealogia episcopale e successione apostolica
La genealogia episcopale è:
- Cardinale Scipione Rebiba
- Cardinale Giulio Antonio Santori
- Cardinale Girolamo Bernerio, O.P.
- Arcivescovo Galeazzo Sanvitale
- Cardinale Ludovico Ludovisi
- Cardinale Luigi Caetani
- Cardinale Ulderico Carpegna
- Cardinale Paluzzo Paluzzi Altieri degli Albertoni
- Papa Benedetto XIII
- Papa Benedetto XIV
- Papa Clemente XIII
- Cardinale Marcantonio Colonna
- Cardinale Giacinto Sigismondo Gerdil, B.
- Cardinale Giulio Maria della Somaglia
- Cardinale Luigi Lambruschini, B.
- Cardinale Girolamo d'Andrea
- Vescovo Giovanni Battista Guttadauro di Reburdone
- Cardinale Giuseppe Francica-Nava de Bondifè
- Arcivescovo Giovanni Jacono

La successione apostolica è:
- Arcivescovo Pietro Capizzi (1933)
- Arcivescovo Giovanni Rizzo (1946)